# Callyna apicalis
Callyna apicalis là một loài bướm đêm trong họ Noctuidae.